# 阿米特河
阿米特河（英語：Amite River，/ˈeɪ.mɛt/）是美國密西西比州和路易斯安那州的一條河流，流入莫雷帕斯湖。它長約188公里（117英里）。阿米特河發源於密西西比州西南部，向南流經路易斯安那州，經過巴頓魯治，流入莫雷帕斯湖。阿米特河下游37英里（59.5公里）可通航。阿米特河部分河道改道經過小阿米特河和阿米特引水運河通往盲河，盲河也流向莫雷帕斯湖。